# Долгова къща
Долговата къща (на гръцки: Αρχοντικό Δόλγου) е възрожденска къща в град Костур, Гърция.

## Местоположение
Къщата е разположена в югоизточната традиционна махала Носокомио (Болница), на улица „Носокомио“ № 13.

## Архитектура
Къщата е двуетажна и е с малки размери. Поддържана е в добро състояние.